# Ноу-вейв
Ноу-вейв (англ. no wave, дословно «Не волна» или «Никакая волна») — оригинальное направление в музыке, кинематографе и перформанс-арте, развившееся в Нью-Йорке в конце 70-х годов и ставшее своеобразным «ответом» свободных художников и музыкантов на коммерческий нью-вейв.
По одной из версий, впервые эту фразу употребила Лидия Ланч из Teenage Jesus & The Jerks в ответ на вопрос, «играет ли она new wave»: «Уж скорее no wave!»; другие, менее распространенные теории связывают этот термин с названием фэнзина «NO», а также с именами некоторых известных людей, в частности, джазового гитариста Джеймса «Блад» Алмера (который, следует отметить, не имел прямых связей с движением). Название направления должно было подчеркивать отсутствие связей с какими-либо жанрами или стилями; тем не менее критики обычно указывают на фри-джаз, европейский авангард и панк-рок как на направления, ставшие предшественниками No Wave либо в какой-то мере повлиявшие на его становление (так, в своем очерке о No Wave 70-х, вошедшем в буклет к компиляции 2003 года «NY No Wave», Лиззи Мерсье-Деклу пишет о No Wave как о «свободе эксперимента, безумном сплаве Сан Ра, Эйлера, Капитана Бифхарта и The Velvet Underground»).

## Музыка
Рамки Ноу-вейв как музыкального стиля определить сложно: различные представители направления вдохновлялись панк-роком, фанком, фри-джазом, электронной, авангардной музыкой, преломляя эти влияния по-своему. Тем не менее можно выделить некоторые характерные черты: резкое, атональное звучание, энергичные, простые по форме ритмы, преобладание саунда, экспериментов с музыкальной текстурой над мелодией, а также вызывающие, нигилистичные тексты, исследующие темы насилия, болезни и смерти. Некоторые группы (например, Teenage Jesus & The Jerks, Mars, Live Skull, ранние Swans и Sonic Youth) были музыкально близки к нойз-року, тогда как эксперименты таких исполнителей, как James Chance and the Contortions, Material, Bush Tetras, Лиззи Мерсье-Деклу положили начало американской пост-диско-сцене.

### «No New York»
Сборник No New York (Island Records, 1978), изданный Брайаном Ино, считается определяющей записью эпохи Ноу-вейв, своеобразным «лицом жанра». Музыкант, приехавший в Нью-Йорк для работы над вторым альбомом Talking Heads More Songs About Buildings and Food, посетил альтернативный рок-фестиваль в «Artist’s Space», где, в числе прочих, играли James Chance and The Contortions, DNA Арто Линдсея, Mars и Teenage Jesus & The Jerks с Лидией Ланч. Впечатлённый энергией и самобытностью их музыки, Брайан счёл, что, возможно, на его глазах рождается абсолютно новое движение, и предложил музыкантам поработать с ним.
Итогом совместной работы и стал сборник, в который вошло 16 экспериментальных композиций (по 4 — от каждого исполнителя). Обозреватель журнала Creem описал его содержимое как самую «свирепо авангардную и вызывающе уродливую музыку со времён Альберта Эйлера».
В 2007 году журнал Blender включил его в список «The 100 Greatest Indie-Rock Albums Ever» («100 величайших инди-альбомов всех времен») под номером 65.

### Представители
- James Chance & The Contortions
- Bush Tetras
- Mars
- Suicide
- Swans
- Lydia Lunch (Teenage Jesus & The Jerks, 8-Eyed Spy)
- Arto Lindsay (DNA)
- Glenn Branca (Theoretical Girls)
- Lizzy Mercier Descloux (Rosa Yemen)
- Ut
- Y Pants
- Raybeats
- The Static
- Material
- Live Skull
- The Del-Byzanteens
- Sonic Youth (ранний период, 1981—1985 гг.)
- OZW

Кроме того, нередко с No Wave ассоциируются такие музыканты, как:
- The Birthday Party
- The Residents

## Кинематограф No Wave
«No Wave Cinema» обычно называют оригинальный подстиль в нью-йоркском арт-хаусном кинематографе; среди его представителей — Джим Джармуш, Амос По, Вивьен Дик, Сара Драйвер, Скотт Б. (Скотт Би) и Бет Б. (Бет Би).
Впоследствии из No Wave Cinema развилось направление «Cinema of Transgression» (Ник Зедд, Ричард Керн и т. д.)